# Csong Junho
Csong Junho, művésznevén U-Know (1986. február 6.) dél-koreai énekes és színész, a TVXQ együttes tagja. Zenei pályafutása mellett szerepelt televíziós sorozatokban és musicalekben is.

## Élete és pályafutása
Kvangdzsuban született, egy húga van, Csong Dzsihje. Családja több tagja is jogi szakvégzettséggel rendelkezik, gyerekkorában ügyész akart lenni. Tinikorában, az SM Youth Best Contest versenyen figyeltek fel rá és szerződtette le az S.M. Entertainment.
2003. december 26-án debütált a TVXQ együttes vezéreként. Művésznevét azért választotta, mert úgy érezte, vezérként meg kell értenie a csapattársait. U-Know csapattársaival, Xiahval és Mickyvel közösen szerezte a Love After Love című dal szövegét a Rising Sun albumra, illetve maga írta a Spokesman és a Checkmate című szólóit. 2006-ban az együttes egyik antirajongója pillanatragasztóval összekevert üdítőitalt adott az énekesnek, azonnal kórházba szállították. A kiskorú elkövető ellen Csong nem emelt vádat.
Társaival szerepelt az SBS csatorna Banjun Theatre című hétrészes sorozatában, valamint az együttes saját, négyrészes tévésorozatában, a Vacation-ben. 2009-ben főszerepet kapott a Heading to the Ground című sorozatban. Több kisebb szerep után 2012-ben újabb főszerepet kapott, a 2013-ban bemutatásra kerülő Queen of Ambition sorozatban.
Csong 2010-ben a  Goong című musicalben játszott, 2012-ben pedig a Gwanghwamun Love Songban kapott szerepet. 2014-ben a Jagjongkkun ildzsi című kosztümös drámában játszott.